# Gerolamo Mengozzi-Colonna
Gerolamo Mengozzi o Mingozzi, detto il Colonna (Ferrara, 1686 – Venezia, 27 ottobre 1774) è stato un pittore italiano.

## Biografia

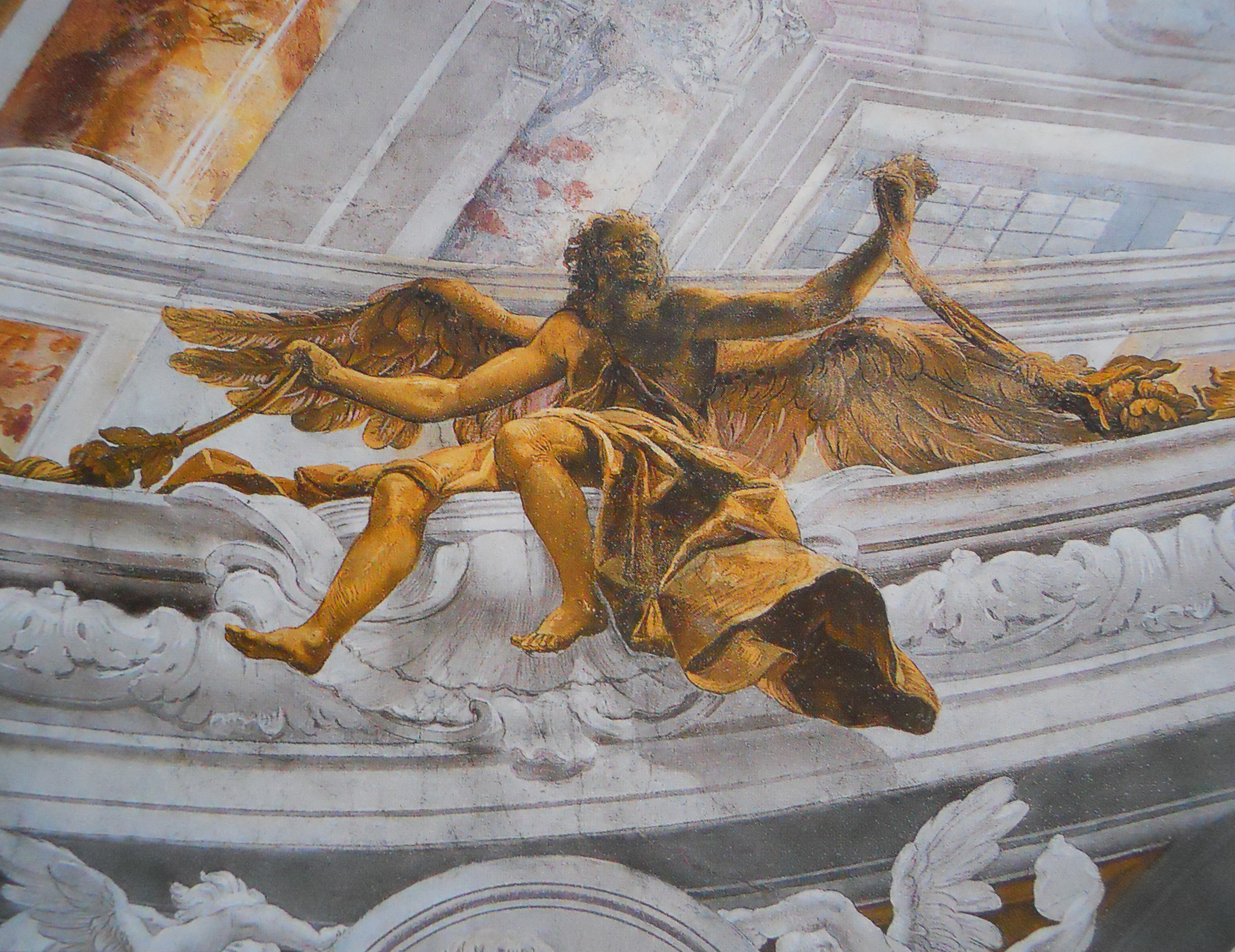
Un particolare degli affreschi nel coro della chiesa dei Santi Faustino e Giovita a Brescia

La sua data di nascita è stata ricavata dal certificato di morte, dove è detto «di anni 88». Secondo Antonio Maria Zanetti proveniva da una famiglia originaria di Tivoli, mentre il secondo cognome è un omaggio ai nobili Colonna, per i quali lavorò a Roma negli anni 1720.
Fu allievo di Francesco Scala e di Antonio Felice Ferrari, nel 1724 entrò a far parte dell'Accademia nazionale di San Luca a Roma. La sua formazione risentì molto degli influssi del quadraturismo attivo in Emilia-Romagna e questo è testimoniato dalla sua attività svolta accanto ai decoratori del suo tempo.
Nella sua vita dimorò principalmente a Venezia. Qui inizialmente collaborò con il suo maestro Ferrari, poi eseguì alcuni ornati architettonici all'interno del Palazzo Ducale e una serie di affreschi a monocromo nella chiesa di San Nicola da Tolentino mostrando uno stile prospettico rigoroso. A Venezia strinse forti legami di amicizia col pittore Giambattista Tiepolo, con cui collaborò in diverse occasioni. Come quadraturista lavorò così per dipingere le finte architetture in cui il Tiepolo poi inseriva le sue composizioni e figure. 
Fra i lavori operati insieme al Tiepolo, va ricordato a Venezia, intorno al 1720, l'Apoteosi di Santa Teresa per la Chiesa di Santa Maria degli Scalzi (in seguito ne curò anche la decorazione del soffitto), nonché le quadrature di tutti gli affreschi di Villa Valmarana Ai Nani, a Vicenza. Lavorò anche nel Palazzo Patriarcale di Udine
Il capolavoro dell'artista rimane la decorazione di Palazzo Labia a Venezia, dove svolse anche attività di scenografo per i teatri di San Samuele e di San Giovanni Grisostomo, creando composizioni vicine al gusto della famiglia Galli da Bibbiena.
Collaborò anche con il figlio del Tiepolo, Giandomenico nell'Apoteosi dei santi Faustino, Giovita, Benedetto e Scolastica, dipinta tra il 1754 e il 1755 per la chiesa dei Santi Faustino e Giovita a Brescia. Qui il Colonna dipinse le pareti dell'intero coro con la realizzazione di quadrature che raffigurano persone affacciate da finte ringhiere e false nicchie contenenti statue circondate da nubi.
Collaborò con Marcantonio Franceschini nella chiesa di San Francesco d'Assisi di Torino.
Dal 1724 fu consociato dell'Accademia di San Luca. Ultima sua notizia di attività pubblica fu la sua nomina tra i sindaci del collegio dei pittori di Venezia il 28 dicembre 1769.